# Simon Kuznets
Simon Smith Kuznets (oroszul: Семён Абра́мович Кузне́ц, Pinszk, 1901. április 30. – Cambridge, Massachusetts, 1985. július 8.) amerikai közgazdász és statisztikus. 1971-ben a közgazdasági Nobel-emlékdíjjal tüntették ki, „a gazdasági növekedés empirikusan megalapozott értelmezéséért, amely a gazdasági–társadalmi struktúrák és a növekedési folyamat új és mélyebb megértéséhez vezetett”.
Kuznets döntően hozzájárult a közgazdaságtan empirikus tudománnyá való átalakulásához és a kvantitatív gazdaságtörténet kialakulásához.

## Életrajz
Litván–zsidó szülők gyermekeként született az Orosz Birodalomban, Pinszk településen, 1901. április 30-án. Iskolai tanulmányait Rivneben, majd Harkivban végezte. 1918-ban kezdett tanulni a Harkivi Nemzeti Közgazdasági Egyetemen, ahol gazdasági tudományokat, statisztikát, történelmet és matematikát tanult többek között P. Fomintól (politikai közgazdaságtant), A. Antsiferovtól (statisztikát), V. Levitskytől (gazdaságtörténetet és közgazdasági gondolkodást), S. Bernsteintől (valószínűségszámítást), V. Davatstól (matematikát).
Családjával 1922-ben emigrált az Amerikai Egyesült Államokba. Az emigrálást követően a Columbia Egyetemen kezdett tanulni Wesley Clair Mitchell irányítása alatt. Az alapfokozatú képzést (BSc-t) 1923-ban, a mesterfokozatú képzést (MA-t) 1924-ben, a PhD-t 1926-ban fejezte be.

## Művei
- Secular movements in production and prices, 1930
- Wesen und Bedeutung des Trends. Zur Theorie der säkularen Bewegung, mit einem Geleitwort von Eugen Altschul, K. Schroeder, Bonn 1930
- Shares of Upper Income Groups in Income and Savings, National Bureau of Economic Research, New York 1950
- Capital in the American Economy: Its Formation and Financing, 1961
- Modern economic growth, 1966

## Fordítás
- Ez a szócikk részben vagy egészben  a   Simon Kuznets című angol Wikipédia-szócikk ezen változatának fordításán alapul.  Az eredeti cikk szerkesztőit annak laptörténete sorolja fel. Ez a jelzés csupán a megfogalmazás eredetét és a szerzői jogokat jelzi, nem szolgál a cikkben szereplő információk forrásmegjelöléseként.